# Cryptocarya oubatchensis
Cryptocarya oubatchensis är en lagerväxtart som beskrevs av Schlechter. Cryptocarya oubatchensis ingår i släktet Cryptocarya och familjen lagerväxter. Inga underarter finns listade i Catalogue of Life.